# Air Languedoc-Roussillon
 (septembre 2014).
AIR Languedoc-Roussillon est l'association agréée de surveillance de la qualité de l'air sur le périmètre de l'ex-région Languedoc-Roussillon, avant de fusion avec Observatoire régional de l'air en Midi-Pyrénées pour former en 2017 Atmo Occitanie.

## Missions
Pour répondre aux multiples besoins de surveillance de l'air, l'État a choisi un fonctionnement associatif, décentralisé et indépendant. Le dispositif repose sur l'adhésion et la contribution volontaire des acteurs concernés, répartis en 4 collèges :
- Services de l'État
- Collectivités locales et Territoriales
- Entreprises : industriels, transporteurs ...
- Associations et Personnalités

AIR Languedoc-Roussillon est l'organisme agréé par l'État pour la mise en œuvre de la surveillance de la qualité de l'air et la diffusion de l'information sur les cinq départements de la région Languedoc-Roussillon. Cette mission d'intérêt général s'inscrit dans le cadre de la Loi sur l'air et l'utilisation rationnelle de l'énergie du 30 décembre 1996, intégrée depuis au Code de l'environnement.

## Expertise
Aide à la décision : Expert régional agréé, AIR Languedoc-Roussillon intervient à titre de conseil auprès de ses adhérents pour examiner toute question d'intérêt général en rapport avec la surveillance et l'information sur la qualité de l'air.
- Recherche des meilleurs protocoles d'évaluation, de surveillance et d'information à mettre en œuvre dans un cadre réglementaire ou non : obligations préfectorales, étude d'impact, bilan environnemental, point zéro, Agenda 21, SCOT, CLIS, Plans Climat Territoriaux ...
- Assistance à maîtrise d'ouvrage pour les aspects "air"
- Définition d'indicateurs pertinents de suivi des actions engagées
- Évaluation de l'exposition des populations et des milieux
- Amélioration des emplacements des stations de mesure permanentes
- Valorisation de données locales isolées par une remise en perspective dans une vision plus globale et objective

Les "outils" mis en œuvre sont complémentaires, adaptables aux différents besoins de surveillance. Les protocoles d'utilisation sont ceux recommandés par le dispositif national ATMO.
- Mesure permanente ou ponctuelle à partir de station de mesure mono ou multi-polluants, fixes ou mobiles. Préleveurs et échantillonneurs d'air passifs ou dynamiques permettant d'accéder à une vaste gamme de traceurs de la pollution de l'air intérieur ou extérieur.
- Logiciels de modélisation, de prévision et de cartographie à différentes échelles géographique et temporelles.
- Inventaires spatialisés des émissions des principaux polluants et Gaz à effet de serre - inventaires énergétiques ...

L'ensemble de ces moyens sont engagés dans les dispositifs permanents et les études spécifiques ponctuelles qui définissent et orientent le Programme de Surveillance de la Qualité de l'Air (PSQA). Chaque nouvelle demande bénéficie des données capitalisées au sein du PSQA.
Partenariats : négociés au niveau national avec Météo France, le LCSQA (INERIS/ LNE/EMD), l'AFSSET, et développés au niveau interrégional par AIR LR avec ses homologues du dispositif ATMO.

## Moyens techniques
AIR Languedoc-Roussillon dispose de différents moyens afin de surveiller et mesurer la qualité de l'air 

### Appareils de mesure
Chaque site de mesure est équipé d’analyseurs mesurant, en continu et de manière automatique, un ou plusieurs polluants spécifiques. L’air est prélevé à l’extérieur par aspiration grâce à une pompe, au niveau d’une tête de prélèvement externe à la station de mesure. L’air est ensuite acheminé à l’intérieur des analyseurs par des lignes de prélèvement en téflon. Les analyseurs détectent la concentration des polluants présents dans l’air prélevé grâce à des méthodes basées sur les caractéristiques optiques ou physiques des polluants (chimiluminescence, fluorescence UV...).
Les mesures réalisées par les analyseurs sont enregistrées localement dans des stations informatiques d'acquisition. Un poste central informatique communique en permanence avec ces stations d'acquisition pour les collecter.

### Moyens mobiles
AIR Languedoc-Roussillon est doté de systèmes mobiles de mesure de la pollution atmosphérique :
- 3 laboratoires mobiles (équipés selon les besoins)
- de préleveurs haut débit pour les pesticides, produits phytosanitaires et les hydrocarbures aromatiques polycycliques (HAP)
- de préleveurs bas débit pour les pesticides et métaux lourds en particulier (partisol).

Des campagnes spécifiques de mesure sont menées sur l'ensemble de la région, pour :
- Surveiller la qualité de l'air dans des zones non couvertes par le réseau fixe de surveillance et valider l'emplacement de futures stations permanentes de mesure,
- Réaliser des études d'impact à proximité d'établissements industriels ou d'axes de circulation,
- Proposer des mesures de « nouveaux » polluants (pesticides, HAP, métaux lourds ...).

### Échantillonneurs passifs
Le principe général de l'échantillonneur passif consiste en un capteur contenant un adsorbant ou un absorbant adapté au piégeage spécifique d'un polluant gazeux. Le polluant gazeux est transporté par diffusion moléculaire à travers la colonne d'air formée par le tube jusqu'à la zone de piégeage où il est retenu et accumulé sous la forme d'un ou plusieurs produits d'adsorption/d'absorption.
Dans la pratique, l'échantillonneur est exposé dans l'air ambiant (dans un abri semi-ouvert permettant de protéger le capteur des intempéries et de limiter les effets du vent, tout en maintenant une circulation suffisante de l'air), puis ramené au laboratoire où l'on procède ensuite à l'extraction et à l'analyse des produits d'adsorption/d'absorption.
En connaissant la durée d'exposition du capteur et ses dimensions géométriques, ainsi que le coefficient de diffusion dans l'air du composé que l'on recherche, on en déduit, grâce à la loi de Fick, la concentration du composé dans l'air ambiant pendant la période d'exposition.
AIR LR utilise les échantillonneurs passifs pour le dioxyde d'azote, les composés organiques volatils (dont le benzène), l'ammoniac, les aldéhydes…

### Canisters
Un canister est un récipient étanche de quelques litres, placé en dépression, dans lequel on prélève, pendant quelques heures, des échantillons d'air qui sont, ensuite, analysés en laboratoire. Pendant le prélèvement d'air, le débit est maintenu constant grâce à un régulateur de débit placé en amont du canister.
Les canisters utilisés par AIR LR sont en inox électropoli. Ce traitement permet d'avoir une surface interne passivée qui permet une conservation optimale de l'échantillon d'air prélevé.

### Mesure des poussières sédimentables
La mesure des poussières sédimentables suit la norme NF X43-007, en cours de révision. Les poussières se déposent sur une plaquette métallique de surface connue, enduite d'un fixateur.
Pour les réseaux gérés par AIR LR, la durée d'exposition des plaquettes a été fixée à un mois.
Les plaquettes sont ensuite analysées en laboratoire. Les résultats sont exprimés en milligramme de poussières déposées par mètre carré et par jour (mg/m²/jour).

### Laboratoire de vérification métrologique
AIR LR effectue depuis 2003, la réception des analyseurs des Associations Agréées de Surveillance de la Qualité de l'Air du Languedoc-Roussillon (AIR LR), de la région PACA (AtmoPACA et AIRFOBEP) et, depuis 2007, de la Corse (Qualitair Corse).
L'objectif est d'assurer la fiabilité des équipements neufs, en procédant à une série de tests de conformité (linéarité, répétabilité, dérive...) avant leur installation en station.
La vérification se déroule en 3 étapes et concerne les analyseurs automatiques de NO/NO2, SO2, O3 et CO :
- Vérification visuelle
- Vérification administrative
- Vérification fonctionnelle et métrologique : vérification du bon fonctionnement de l'analyseur; évaluation des caractéristiques métrologiques et vérification du respect des critères de conformité.

### Réseau de "Nez"
Un panel de riverains, choisi dans une zone géographique donnée, fournit des observations sur la gêne olfactive ressentie à partir des fiches standard mises en place par AIR LR. Ces riverains volontaires disposent de grilles quotidiennes de mentionner – heure par heure – les odeurs senties – ou pas – avec un certain nombre de caractéristiques (intensité, ressemblance).
Les fiches remplies sont ensuite exploitées par Air LR, notamment au regard des conditions de vent, des informations sur le fonctionnement des sources potentielles d'odeurs, ainsi que des mesures physico-chimiques (s'il en existe).

## Modélisations et inventaires
Prévoir, expliquer et cartographier la qualité de l'air
Les outils de modélisation utilisés pour prévoir et cartographier la qualité de l’air, prennent en compte les données mesurées, les émissions de polluants, leurs transformations chimiques dans l'atmosphère, la météorologie, la topographie, etc. pour permettre de simuler la pollution, de l’échelle régionale à l’échelle de la rue.
Ils participent ainsi, en caractérisant la variation dans l’espace et dans le temps des concentrations de polluants :
- à l'évaluation de l’exposition de la population,
- à l'étude de l'efficacité de différentes actions visant à réduire les émissions de polluants.